# Ван (приставка)
Ван (от нидерландского van, обычно произносится [vɑn], а после глухих согласных — [fɑn]) — приставкак нидерландским фамилиям, соответствует немецкому von и французскому de. Часто встречается в виде van de, van der и van den. Означает «из».
В немецком языке 'von' означает дворянское происхождение, однако в нидерландском простая приставка ван не имеет отношения к дворянству. Дворянской является двойная приставка ван...тот (к примеру, барон ван Ворст тот Ворст).
- В Нидерландах обычно пишется с маленькой буквы, если не является началом предложения или не используется как инициалы.
- В Бельгии, у африканеров и цветных всегда пишется с большой буквы (Ван Дамм, Жан-Клод), при этом основополагающим критерием является написание на языке-оригинале (наприм., нидерл. Jean-Claude Van Damme)

## Примеры
- Ван Бастен
- Ван Бюрен
- Ван Гог
- Ван Дамме
- Ван Дейк
- Ван Дипенбек
- Ван Дорт
- Ван Зандт
- Ван Зейл
- Ван ден Брук
- Ван ден Брукке
- Ван ден Берг
- Ван дер Бик
- Ван дер Люббе